# Gallo-Italiaanse talen

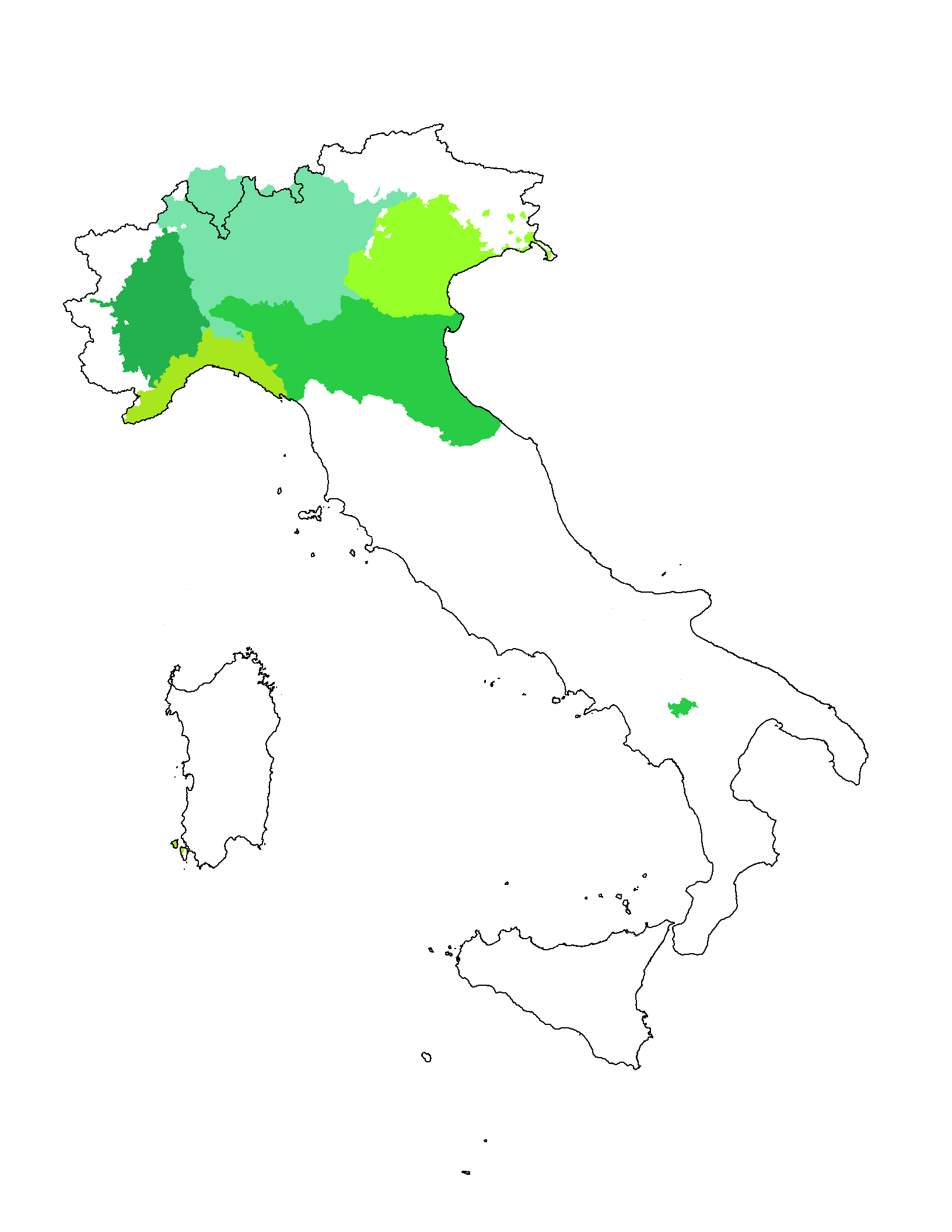
Verspreidingsgebied

De Gallo-Italiaanse talen zijn een groep van talen die gesproken wordt in Italië, San Marino en Zwitserland. De talen vallen onder de Gallo-Romaanse talen, die op hun beurt weer deel uitmaken van de Romaanse talen binnen de Indo-Europese taalfamilie.
De volgende talen maken deel uit van deze taalfamilie (met ISO 639-3 codes):
- Piëmontees (ISO 639-3 "pms") gesproken in Piëmont
- Lombardisch (ISO 639-3 "lmo"), onderverdeeld in
  - Oost-Lombardisch gesproken in Bergamo en Brescia.
  - West-Lombardisch, gesproken in Milaan, Lodi, Novara, in Insubrië, in de Valtellina en in het kanton Ticino.
- Ligurisch (ISO 639-3 "lij"), gesproken in Ligurië.
- Emiliaans-Romagnools (tot 2009: "eml"), gesproken in Emilia-Romagna.
  - Emiliaans (ISO 639-3 "egl"), gesproken in Emilia.
  - Romagnools (ISO 639-3 "rgn"), gesproken in Romagna.